# 李承晩
李 承晩（り しょうばん、イ・スンマン、1875年3月26日 - 1965年7月19日）は、朝鮮の独立運動家で、大韓民国の初代大統領（在任1948年 - 1960年）。本貫は全州李氏。号は「雩南」（ウナム、우남）。字は「承龍」（スンニョン、승룡）。
朝鮮民主主義人民共和国（北朝鮮）では「リ・スンマン(리승만)」と呼ばれるが、これは韓国では語頭子音ㄹの脱落が起こるためである（朝鮮語の南北間差異参照。）。韓国でも1950年代以前には「리승만（リ・スンマン）」と綴られていた（英文での本人の署名も“Syngman Rhee”となっている）。

## 略年表
- 1875年3月26日 - 京畿道開城市近郊の黄海道平山郡馬山面大慶里（現：黄海南道峰泉郡）で生まれる。
- 桃洞書堂で漢学を学ぶ。
- 1896年 - アメリカ人のキリスト教宣教師アペンセラーが設立した培材学堂で学び始める。
- 1896年 - 徐載弼の「独立協会」の結成に中心メンバーとして加わる。
- 1897年 - 培材学堂在学中に高宗退位要求の檄文散布に加わり投獄される。投獄中にプロテスタントの監理教会派に入信。
- 1904年 - 特赦による出獄後、アメリカ合衆国に渡る。
- 1907年 - ジョージ・ワシントン大学で学士号取得。
- 1908年 - ハーバード大学卒で修士号取得。
- 1910年 - プリンストン大学で政治学博士号取得。博士論文は「アメリカの影響を受けた永世中立論」。この年、帰国する。
- 1911年 - アメリカに亡命。
- 1913年 - ハワイに定住。
- 1919年 - 中華民国の上海で大韓民国臨時政府樹立。李承晩によってワシントンD.C.に欧米委員部設立。
- 1920年 - 大韓民国臨時政府大統領に推される。しかし派閥抗争から失脚。ハワイに拠点を移す。
- 1933年 - 満州事変を討議する国際連盟総会に大韓民国臨時政府全権代表として出席。
- 1934年 - オーストリア人のフランチェスカ・ドナーと結婚。
- 1941年 -『日本の内幕記』を著す。日本の対米宣戦を予告。
- 1945年 10月 - 日本の降伏と朝鮮解放に伴い、在朝鮮アメリカ陸軍司令部軍政庁直接統治下の朝鮮半島に帰還。
- 1946年 2月 - 大韓独立促進国民会を結成。総裁に就任。
- 1948年4月3日 - 済州島四・三事件反乱鎮圧。
- 1948年8月15日 - 朝鮮半島南部単独で大韓民国政府樹立を宣言。初代大統領に就任。
- 1948年 10月 - 連合国軍占領下の日本を非公式訪問（ダグラス・マッカーサーGHQ司令官などとの会談のため）。
- 1948年10月27日 - 麗水・順天事件反乱鎮圧。
- 1948年12月1日 - 国家保安法を制定。
- 1949年6月5日 - 国民保導連盟を組織させる。
- 1949年12月24日 - 聞慶虐殺事件。
- 1950年6月25日 - 朝鮮戦争勃発。
- 1950年 6月 - 国民保導連盟の加盟者や収監中の政治犯など、少なくとも20万人あまりを虐殺した（保導連盟事件）。
- 1951年 1月 - 前線で戦闘中の将兵の物資を転売し着服（国民防衛軍事件）。
- 1952年1月18日 - 海洋主権宣言。「平和線」、いわゆる李承晩ライン(国際法違反)を設定する。
- 1952年5月26日 - 戒厳令を施行し、反対派議員を監禁・憲法改正を強行（釜山政治波動）。
- 1953年7月27日 - 朝鮮戦争休戦。
- 1956年5月15日 - 大統領に3選。副大統領には野党の張勉が当選。
- 1958年 - 進歩党党首の曺奉岩をスパイ容疑で逮捕し、1959年7月に処刑。
- 1959年 - 新潟日赤センター暗殺・爆破テロ未遂事件。
- 1960年 - 3月15日　大統領選挙。不正選挙が問題となり野党や国民の批判が公然化。
- 1960年4月19日 - 不正選挙を糾弾するデモ隊と警官隊が衝突。死者186人。4月26日に下野を表明し、5月29日にハワイへ亡命（四月革命）。
- 1965年7月19日 - 亡命先のハワイにて90歳で客死。

## 生涯

### 出自から独立運動
李承晩は黄海道平山郡馬山面大経里陵内洞の全州李氏の没落両班の家に生まれた。父・李敬善（1839年〜1912年）、母（金海金氏、1833年〜1896年）の3男2女の末っ子（ただし、兄二人は天然痘で夭逝）である。族譜では太宗の長男で世宗の兄である譲寧大君の16代末裔である。譲寧大君の長男富林令李順の子孫にあたる。王族としては、13代前の樹州正李允仁、その孫で丙子の役の時に武功を立てて全豊君を追贈された李元約などがいる。その後、数人の子孫が官職に就くも、6代前の李徴夏が陰職で県令となったのを最後に、没落した。承晩自身は李氏朝鮮の王族の分家出身であることを誇りにしていた。
父・敬善は、財産を放蕩で使い果たし、2番目の息子が死ぬと、地神を棒で叩き壊し、大刀を振り回し、その後、3ヶ月の間寝込んだ。

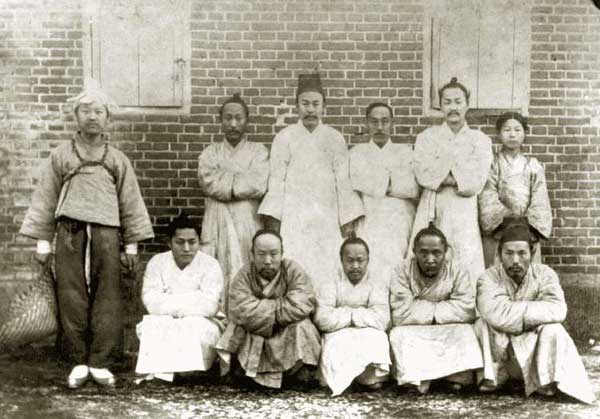
投獄中の李承晩（1899年、前列左端）。

少年時代の李は科挙合格を目指していたが、1894年に朝鮮に於ける科挙制度が廃止されたため、アメリカ人宣教師によるミッション・スクール培材学堂に入学した。培材学堂の第一期学生となり、1896年に設立された独立協会にも参加したが、時の親露派政権が高宗皇帝に讒言したため、1898年11月には独立協会の解散、指導者の逮捕が命じられ、独立協会は同年12月、強制的に解散させられた。李承晩も1899年に逮捕され、拷問を受けながら1904年まで獄中にいた。
同1904年の日露戦争の勃発後に日本が軍事的・外交的・経済的に大韓帝国に浸透するのに危機感をいだいた高宗らは、1882年の朝米修好通商条約の第1条の「周旋条項」に基づいて、アメリカ合衆国に朝鮮
の独立維持のための援助を求めることを構想した。そこで英語が話せた李を釈放し、アメリカに派遣した。ハワイを経由して、アメリカに渡った李は1905年8月、時のアメリカ大統領セオドア・ルーズベルトに面会し、「我々は皇帝の代表者ではなく、一進会という団体の代表者である」とし、「皇帝は朝鮮人の利益を代弁する事ができない」と、大韓帝国と高宗を積極的に否定した。
その後李はアメリカに残り、ジョージ・ワシントン大学、ハーバード大学を経てプリンストン大学で博士号を取得した。このプリンストン大学による哲学博士号授与により、李は韓国人初の哲学博士号取得者となった。この時期にプリンストン大学の総長であったのが、後に大統領となるウッドロウ・ウィルソンである。ウィルソンは李を気に入り、彼が自宅で開く懇親会に常連客として迎え入れ、折りをにふれて「将来の朝鮮独立の救世主」として紹介した。ジョージ・ワシントン大学における成績は、平均「C」と低い成績だった（Cの下はFで落第）が、上記のように修士課程を修了し博士号を取得した。なおアメリカ留学中の1910年に日本と大韓帝国の間で締結された日韓併合条約により、大韓帝国は大日本帝国に併合されることとなる。
大学院卒業後の1911年（明治44年）に日本領となった朝鮮半島へ戻り、ソウルのキリスト教青年会で宣教活動についた。しかし1年半の後、当時の寺内正毅朝鮮総督暗殺未遂事件（朝鮮では「105人事件」と呼ばれている）の関与を疑われ、再び渡米した。アメリカに渡る途中に日本本土へ立ち寄り、下関、京都、東京に観光のため滞在し、鎌倉市で開催された朝鮮人学生大会にも参加した。渡米後の1913年（大正2年）に、ハワイの日本人としてホノルルに居を構え、学校職員として勤務する傍ら、朝鮮独立運動に携わった。
1918年、李と親交があったウィルソン大統領によって、「民族自決」などを掲げた平和原則が議会において発表された。同年12月にはパリ講和会議においても「民族自決」を含む条約が提起されるにおよび、ロビー活動を行うため李もパリ行きを希望する。しかし国務省は、李の旅券を発行しないよう指示されていた。

### 臨時政府と再度の渡米

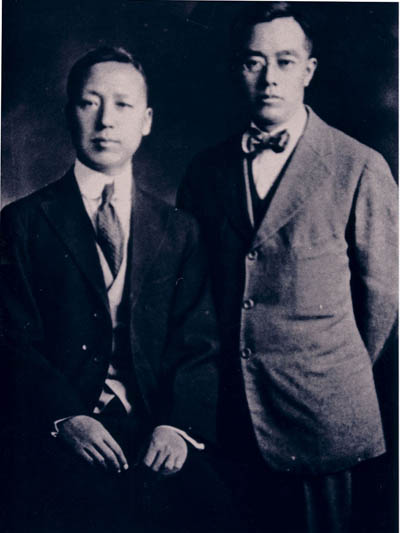
金奎植（右）と共に。

1919年4月10日、上海で結成された「大韓民国臨時政府」（略称：臨政）の初代大総理に就任し、9月11日からは臨時政府大統領となった。上海臨時政府は、短期的にではあれ、朝鮮独立のための統一戦線として左右両翼を糾合できたという点で独立運動における画期的な存在であった。これまで独立運動に於いてそれまでほぼ無名であった李が大統領に選ばれたのは、第一次世界大戦終結に際して民族自決をはじめとした「十四か条の平和原則」を唱えたアメリカ合衆国のウィルソン大統領と人脈があると考えられ、さらにかつての大韓帝国皇帝高宗とも繋がりがあるという事が指摘されている。実際、同時期に成立していた各種の朝鮮独立運動の「臨時政府」において、李はリストのナンバー1か2に必ず名を連ねている。
一方で李は、国際連盟による朝鮮の委任統治を提案していた。これは独立達成のためには委任統治というステップを踏むことが必要であるという考えであったが、これは左派の李東輝らの強い反発を受け、「第二の李完用」であると非難された。承晩は完全に政府から浮き上がり、1920年12月8日に上海に入ったばかりであったが、1921年5月に上海を去った。やがて弾劾を受け、1924年からは1925年3月21日には、大統領職も追われている。以降はアメリカでのロビー活動に専念することになった。李承晩は「日本はいずれアメリカと敵対する、その時には朝鮮を戦友とするべきだ」、「日本の侵略を容認して朝鮮を見殺しにしたアメリカも同罪である」（桂・タフト協定）などと強い調子でアメリカの支援を要請したが、アメリカの支援は得られなかった。
1944年9月、カイロ宣言の「適切な手続きにより (in due course)」朝鮮の自由と独立を保障するとした文言に「なぜ彼ら（連合国）は、われわれを実質的に助けたり激励したりして、自分たちの真心を示そうとしないのか」と懸念を感じ、米国の官僚に対し「われわれ朝鮮は、国際社会で泣いている子どもと同じだ。われわれが望むのは、正義と公正だけだ。泣く子は、時や場所をわきまえない。朝鮮は、諸大国が集まりさえすれば、時も場所もわきまえることなく泣き立てるだろう」と語った。

### 大韓民国建国まで

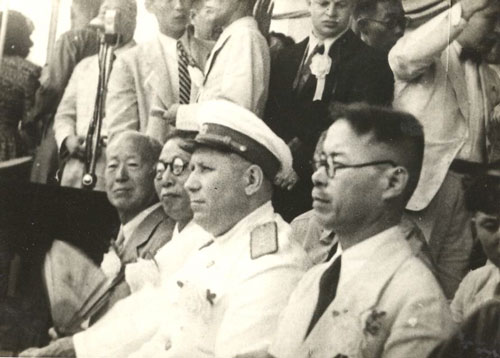
北緯38度線以北の朝鮮半島北部を間接統治していたソ連軍政長官と。
_{左から李承晩・金九一人おいて安在鴻}

第二次世界大戦勃発後、1945年8月15日に日本が降伏し、その後連合国首脳によるヤルタ協定に基づき、朝鮮半島は北緯38度線を境界に、北部はソ連軍、南部はアメリカ軍による連合国軍政に置かれることとなった。
朝鮮独立から2ヵ月後の1945年10月に李承晩は在朝鮮アメリカ陸軍司令部軍政庁直接統治下の朝鮮半島に戻り、独立建国運動の中心人物となった。彼は他の運動家に比べて活動歴が長いこと、大韓民国臨時政府の初代大統領であったこと、「朝鮮建国準備委員会」（略称「建準」）に名を連ねたことがあること、30年にわたるアメリカでのロビー活動によって、アメリカ人の支援団体を持ち、米国内では関係者に知られる存在であった。

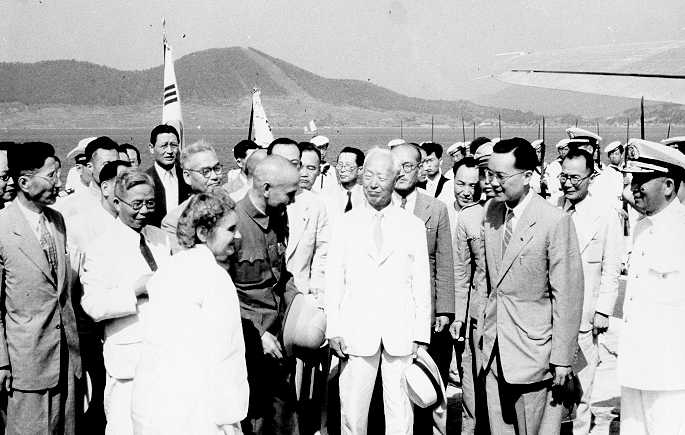
中華民国の蔣介石総統（中央左）と。

李は中国国民党にも人脈を育てており、マッカーサーに彼を強く推奨したのは蔣介石だった。李はマッカーサーの専用機に搭乗して帰国するやアメリカの意を受けて建準とも臨政とも距離をおき、反共統一を掲げた。朝鮮には他に有力な反共の右派が存在しなかったこともアメリカの支持を受けた理由の一つだったと思われる。即時独立を求める民族派の金九や中道派の呂運亨、左派の朴憲永といった有力活動家がアメリカと正面から対立する中で、李はアメリカ軍政をある程度容認していた事も大きい。
また、李が真面目なクリスチャンであったことも支持を受けた理由とされる。
李は日本統治時代には朝鮮半島にいたことがほとんど無く、地盤も基盤も富も持ち合わせていなかった。これを支えたのが全羅道を本拠としていた金性洙率いる湖南財閥と、それが中心になって組織された韓国民主党（韓民党）である。韓民党は建準に対抗して臨政を支持していた。また解放後に新聞が行った各種世論調査において、李は他の指導者に比べて圧倒的な支持を受けていた。反日民族派の金九による親日派粛清に恐れをなした日本統治時代の対日協力者が李の支持基盤となったのである。
しかし、在朝鮮アメリカ陸軍司令部軍政庁はおそらく当初の予定どおり李を支持し、彼と韓民党を仲介した。臨政と韓国民主党は信託統治反対運動の路線などをめぐって対立しており、臨政と左派との合作が始まると、韓民党は李承晩に接近する。両者の連合は独自の勢力作りに動き出し、李の下に政府準備組織「独立促成中央協議会」（独促、後の大韓独立促成国民会）を発足させた。このことで、アメリカ軍政下には独促・臨政・建準という3つの政府組織（政府準備組織）が存在することになり、ソウルは大混乱に陥った。
李と韓民党の連合は「建準」で勢力を誇っていた左派と、その他の「大韓民国臨時政府」出身者に対抗し、アメリカ軍政開始直後のソウル政界で主導権を握った。

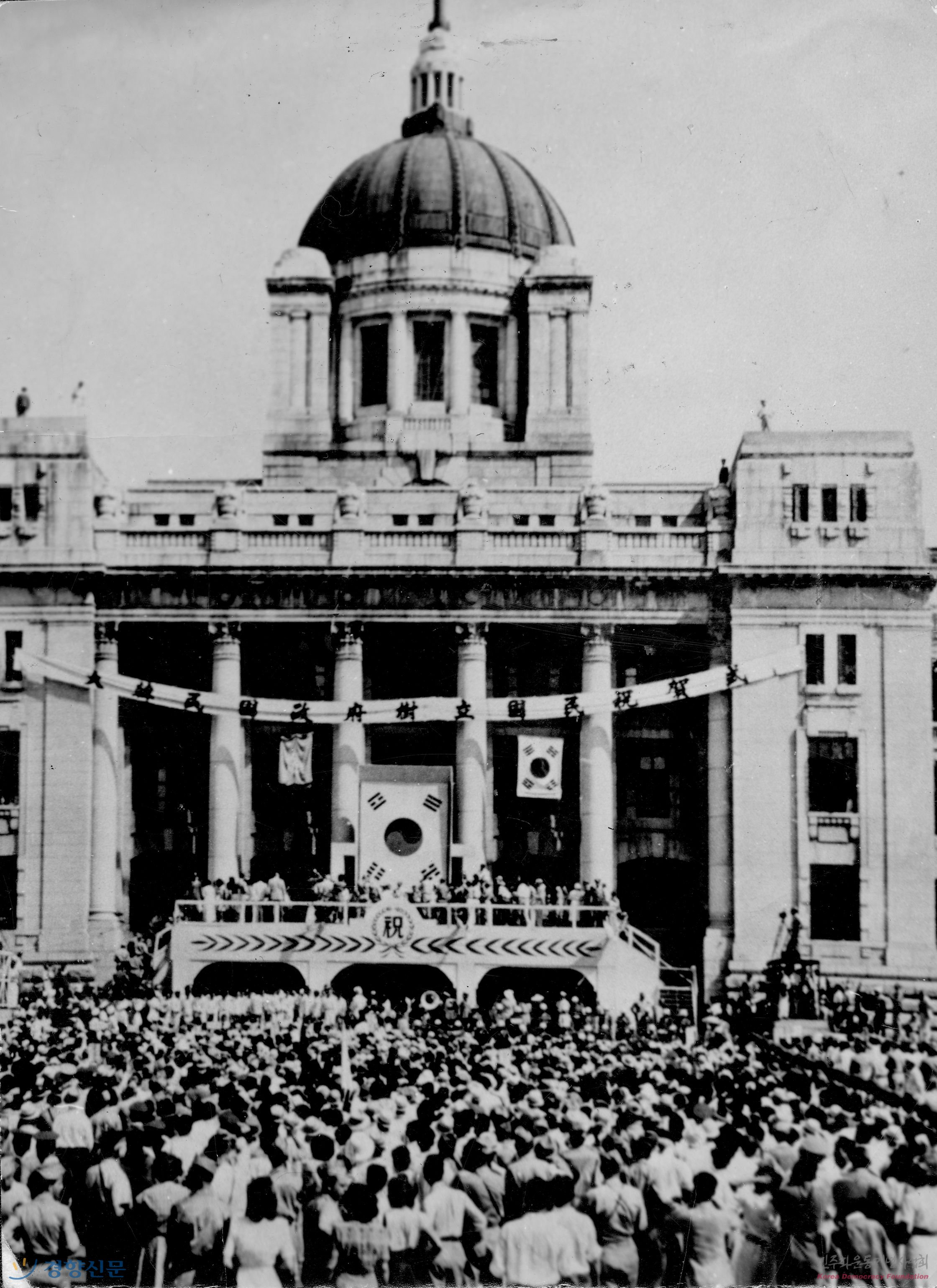
大韓民国政府樹立国民祝賀式（1948年8月15日）。

全朝鮮諸政党社会団体代表者連席会議は5.10単独選挙を阻止するために開かれた。4月19日から平壌の牡丹峰劇場での連席会議で南朝鮮の41個の政党・社会団体と北朝鮮の15個の政党・社会団体から選出された695名の代表者が参席するのだが、これは当時南北を全ての左・右勢力の大部分を網羅していた。実際に南朝鮮からは南朝鮮労働党・勤労人民党など左翼系列の政党だけでなく韓国独立党・民族自主連盟など右翼系列の政党も参加しただけではなく、朴憲永・白南雲・金九・金奎植・趙素昻などの有名人などの左翼及び右翼も参席した。在朝鮮アメリカ陸軍司令部軍政庁が最も嫌った左派の排除に成功した李承晩と韓民党は、1948年5月10日に行われた国際連合監視下での総選挙に臨んだ（初代総選挙）。この選挙は「米ソ両軍撤退→南北要人会談→総選挙という順序で政府樹立」の3段階の方案に反しており、朝鮮半島の南北分断を固定化するとの理由から、民族派の金九や中道派の金奎植らの有力者も含めた大反対の中で強行され、各地で反対派による武装闘争が展開された。
南朝鮮単独での初代選挙に至る過程で起きた最も悲惨な事件が「済州島四・三事件」である。1948年4月3日には朝鮮の南北分断を固定するとの理由から南朝鮮単独での総選挙実施に反対する過程でこの事件は発生し、少なくとも3万人の島民が南朝鮮国防警備隊やその後身の大韓民国国軍、南朝鮮の民間右翼などによって虐殺された。この事件は今後済州島だけは島民の意思で動こうとする運動を、北朝鮮の介入と見て南側の軍部や自警団が島民を虐殺したものである。済州島は後に大韓民国の領土になった。この事件によって日本に逃れたことで、現在の在日韓国・朝鮮人となった者が多い。
総選挙によって李と韓民党は制憲議会の多数を制した。そこで制定された第一共和国憲法は議会が大統領を選出すると定めていた。
1948年8月15日に、アメリカ合衆国の後援の下、朝鮮半島南部のみを実効支配する大韓民国政府樹立を宣言した。李は議会多数の支持を得て初代大統領に就任した。李政権は地主・資本家および大日本帝国統治下の朝鮮人官僚を勢力基盤としていた。大韓民国建国の翌月、9月9日に朝鮮半島北部を実効支配していた北朝鮮人民委員会を母体に、朝鮮半島北部に朝鮮民主主義人民共和国が建国された。
1948年8月15日の大韓民国（南朝鮮）と9月9日の朝鮮民主主義人民共和国（北朝鮮）の建国後、大韓民国の李大統領は「北進統一」を、朝鮮民主主義人民共和国の金日成首相は「国土完整」を唱え、それぞれが互いに互いを併呑する形での朝鮮半島統一案を提示した。

### 大韓民国建国直後の政治的対立
李承晩は失脚の瞬間まで独裁的に振る舞った。韓国国内は政治的対立で揺れ続けた。対立は多くの場合、「体制派と反体制派」「与党と野党」の論争というよりもむしろ「李と議会政治家たち」の軋轢であった。
大韓民国建国直後の1948年9月に反民族行為処罰法が制定され、この法律によって1949年1月に反民族行為特別調査委員会が創設され、以後大韓民国では「親日反民族行為者」が法的に認定されている。また、1948年に発生した麗水・順天事件を契機に、大韓民国国内の南朝鮮労働党員などの反李承晩左翼・親北勢力除去を目的として、1948年12月1日に国家保安法を制定している。
1949年1月5日に朝日新聞を通じた日本への新年メッセージでは過激な反日姿勢を見せてなかった。そこでは「日本の皆さん新年おめでとう。韓国人は日本人が韓国人へ抱いてるのと同様に善良な皆さんに対してては何の呵責もない」、「過去40年、韓国人がうけた痛手は日本の軍国主義者の罪であって、日本人もまた政府の同様に被害をうけた。隣人の両国民はお互いに仲良くしなければならないことを日本人は忘れてはならない」としていた。
韓国政府内部の最初の対立は大統領制を採用し続けるか議院内閣制を採用するかを巡って起きた。大統領制の維持を目論む李に対し、李を支えていた韓民党の多数は議院内閣制の採用を望んでいた。この両者の対立はほどなくして抜き差しならないものになった。日本統治時代に普成専門学校（現在の高麗大学校で湖南財閥の一員）教授をし、ソウル大学校教授を兼務していた兪鎮午・憲法起草委員会議長は韓民党の意向を受け大統領を形式的な元首とする、議院内閣制に近い憲法草案を起草していたが李により覆され、大統領中心制へと転換される。
初代内閣組閣の時にも韓民党との対立は起こった。韓民党は金性洙を国務総理に推していたにも拘らず李承晩は李允栄を国務総理に任命、27対120の大差で否決される。しかし、承晩は続いて李範奭を国務総理に任命、110対84で可決。初代内閣からは韓民党はほぼ排除され、金度演が財務部長官に任ぜられたのみとなった。
1949年には反承晩勢力が団結して政界再編が起き、民主国民党（民国党）が生まれた。民国党には臨時政府出身者の一部も加わり、申翼煕、趙炳玉らがリーダーとなった。民国党は改憲案を上程したが、在席者中3分の2の賛成を得られず、改憲案は否決された。
更に、1949年6月26日には右派陣営で李承晩最大の政敵であった金九が安斗煕によって暗殺されている。安斗煕は反共団体の西北青年会の元会員で、思想的は李に近い人物だった。

### 朝鮮戦争
李承晩は第2回総選挙で支持母体である大韓国民党が惨敗したことから、北朝鮮に対して「北進統一」と強硬な姿勢を示すことで求心力を得ようとした。
1949年2月には、アメリカ陸軍長官との極秘会談の中で、軍備を増強した上で遠からず北朝鮮に兵を進めたいと表明したが、長官からたしなめられてアメリカを窮地に陥れるような行動はしないとの約束を強いられている。また、このことで米国の不興を買うことになり、経済・軍事の両面での支援が停止された。北朝鮮は韓国とは対照的にソ連の支援を受けて、軍事力の増強を行っていた。

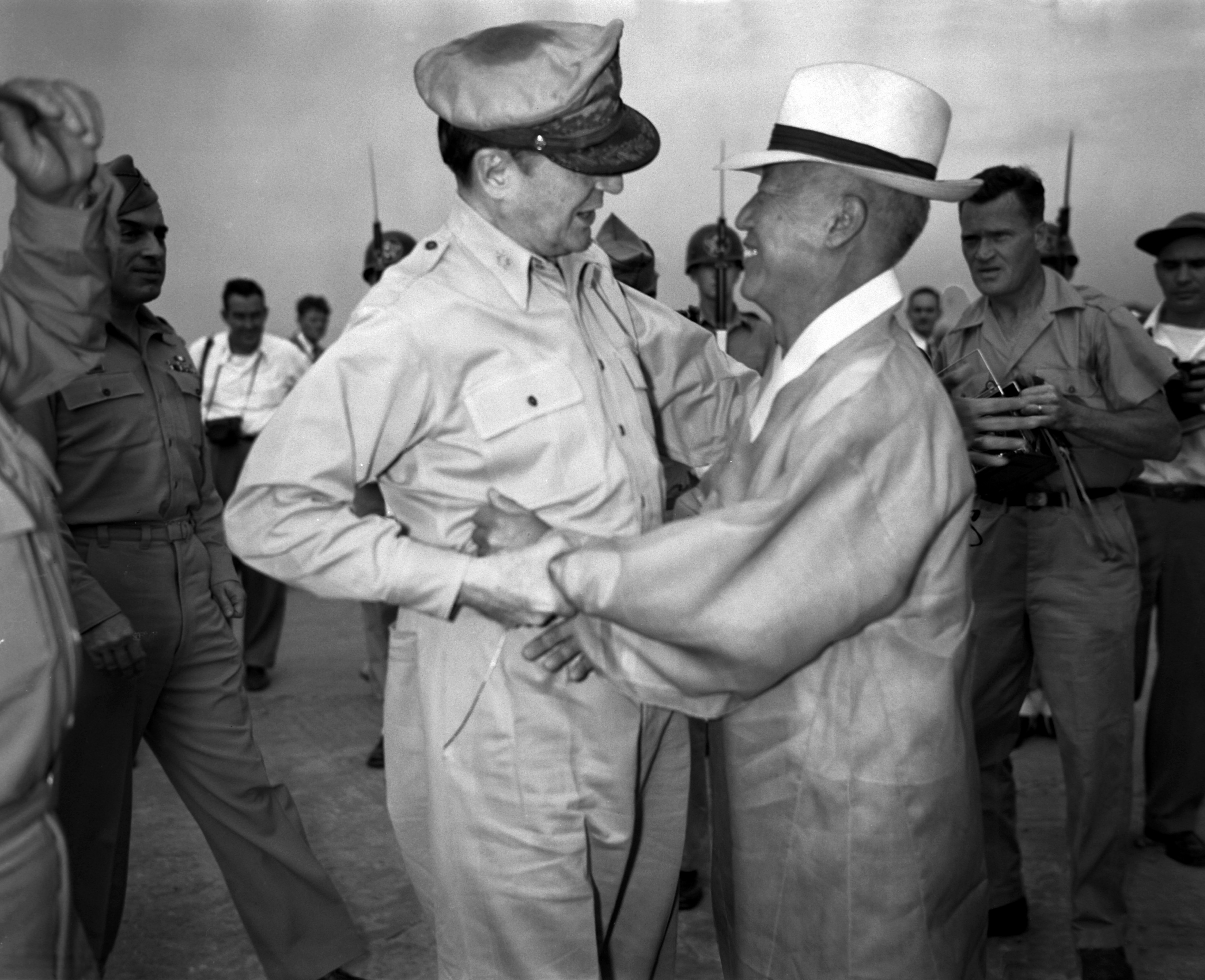
金浦空軍基地に到着したダグラス・マッカーサー元帥を歓迎する李承晩。

1950年6月25日、朝鮮民主主義人民共和国（北朝鮮）が大韓民国（南朝鮮）に圧倒的な戦力で攻撃を開始、朝鮮戦争が勃発した。農繁期を理由とした兵士の休暇、総選挙による警戒態勢の解除、装備・戦力の差（特に対戦車装備の欠如）、同年6月に行われた人事異動など、様々な理由から、圧倒的な朝鮮人民軍（北朝鮮軍）との人員・戦力・装備の差から大韓民国国軍（韓国軍）は瞬く間に総崩れとなった。
李承晩は開戦2日後の6月27日午前3時に特別列車でソウルから逃亡し、韓国では現在も批判されている。6月28日に首都ソウルは陥落した。その際、北朝鮮軍の進行を遅らせるために、蔡秉徳少将の命令により、漢江にかかる橋が爆破され（漢江人道橋爆破事件）、多くの軍人・民間人を置き去りにする結果となった。
ソウル北方の防御戦で北朝鮮軍を食い止めているとの情報を受けて大田まで戻った。翌7月2日の昼前、釜山に到着した。
また釜山陥落に備えて、日本の山口県に6万人規模の人員を収用できる亡命政府を建設しようとし、日本側にGHQを通じて要請を行った。
1950年7月7日の国際連合安全保障理事会による国連軍創設決議案決議後、アメリカ合衆国のハリー・S・トルーマン大統領の指名により、ダグラス・マッカーサー元帥が7月10日に初代国連軍司令官に任命された後、7月14日に李大統領は大韓民国国軍の指揮権を国連軍司令官に移譲した。1950年9月15日のマッカーサー国連軍司令官による「仁川上陸作戦」により形成が逆転し、9月26日に国連軍が奪還し、9月28日に北朝鮮軍の掃討を経た後、9月29日に李は釜山からソウルへと首都を再遷都した。
国連軍のソウル奪還後、開戦以前の南北両政府の事実上の国境線であった北緯38度線を国連軍が北上することはソ連や中華人民共和国など共産圏の介入を招くのではないかと国連軍内部で問題となったが、「北進統一」を望む李大統領は丁一権参謀総長に大韓民国国軍の38度線北上を指示したため、韓国軍は38度線を越え、既に国連軍司令官のマッカーサー元帥も38度線突破を決意していたこともあって、この大韓民国の独断突破は事後追認された。大韓民国国軍と国連軍は朝鮮半島の北進を続け、1950年10月19日には北朝鮮（朝鮮民主主義人民共和国）の首都機能の存在した平壌に入城し、10月26日に林富澤大佐率いる大韓民国陸軍第6師団第7連隊は楚山を攻略、中朝国境の鴨緑江に到達した。

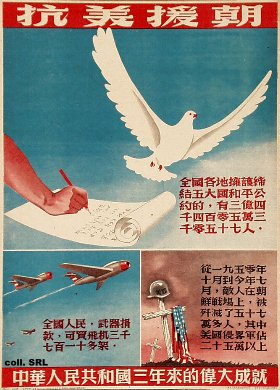
「抗美援朝」と大書された朝鮮戦争（1950年-1953年）当時の中華人民共和国のプロパガンダ・ポスター。李大統領の指示による大韓民国国軍の38度線北上突破とその後に続いた国連軍の北進は、1949年10月1日に建国されたばかりの成立間もない中華人民共和国の毛沢東主席に「保家衛国、抗美援朝」の標語の下で、彭徳懐司令官率いる中国人民志願軍（抗美援朝義勇軍）の直接介入を決断させ、朝鮮戦争を最初の東西冷戦の代理戦争とするに至った。

しかしながら、この1950年10月以降の大韓民国軍、及び国連軍の38度線北上に際し、毛沢東主席や周恩来総理ら中華人民共和国の首脳部は台湾に逃れた中国国民党の蔣介石総統率いる中華民国の占領よりも、朝鮮戦争を重視する観点から、中国人民志願軍（抗美援朝義勇軍）の参戦を決意しており、「保家衛国、抗美援朝」の標語の下で同1950年10月19日には彭徳懐司令官率いる抗美援朝義勇軍が鴨緑江を渡って朝鮮入りし、10月25日より本格的に国連軍と衝突した。国連軍はこの抗美援朝義勇軍の人海戦術に敗北を重ね、12月5日には占領した平壌から撤退し、同年12月中に中朝連合軍は38度線にまで南下、翌1951年1月4日に中朝連合軍はソウルを再占領するに至った。1951年1月10日、李はトルーマンアメリカ大統領宛にソビエト連邦首都への原子爆弾を使用した民間人大量殺戮を示唆する書簡を送っている。

#### 朝鮮戦争期の政争
京紡は李派に資金供給先を変更し、民国党は強力な経済的基盤を失うこととなる。
当時、李が語った「アメリカは余り信じるな。ソ連の奴らには騙されるな。日本は必ず再起する。注意せよ！」が韓国で流行語になった。
任期切れを控えていた李は、憲法の再選禁止を撤廃するために、三選までを許す改憲案を提出した。これに対抗して野党は議院内閣制案を提出した。李は戦時下の釜山に戒厳令を布告し、野党議員を大量に検挙した（釜山政治波動）。
1952年7月4日、国会が警察に包囲されている中、与党議員がほとんどを占めている国会で、改憲案は可決された。大統領の選出は直選制となった。この頃までに李派は自由党を組織している。この時期、アメリカは戦時下において議会との対立を解消できない李の排除を考え始めたと言われている。国民防衛軍事件や居昌良民虐殺事件によって大韓民国陸軍本部では、李に対する反感が高まっていた。
朝鮮戦争初期に大韓民国に侵入した朝鮮人民軍兵士は、その後、韓国内でパルチザン闘争を繰り返した。同じ朝鮮民族によるパルチザン闘争の衝撃は強く尾を引いた。また、李が傷病兵の慰問としてある病院を訪れた時、その中に韓国出身の在日朝鮮人の義勇兵が混ざっていた。
一方で李は1953年1月5日から1月7日までの間、国連軍総司令官マーク・W・クラーク大将の招きの形で、非公式に訪日し、1月6日にクラークの公邸で、吉田茂首相と約1時間対談した。内容は未だに明らかではないが、険悪なやり取りであったとされる。
1953年、戦況が膠着した朝鮮戦争について、国際連合主導による休戦提案が出始めると、李は「停戦反対、北進統一」、「休戦は国家的死刑」を口にし最後まで休戦に反対し、「北進統一論」に基づいた朝鮮半島の大韓民国による統一にこだわった。しかし国際連合は、粛々と休戦への道筋を作り、6月8日に両軍の捕虜送還協定が締結された。
6月18日に、李はアメリカに何の予告も無く捕虜収容所の監視員に捕虜の釈放を指令して、抑留していた朝鮮人民軍捕虜2万5000人を北へ送還せずに韓国内で釈放するという事件を起こした。
正式に決まった協定を反故にする暴挙だったことから、国際世論の非難が高まった上に、北朝鮮内の中国人義勇兵（抗美援朝義勇軍）の全面撤兵を李は要求し、早期休戦を望む国連軍やアメリカ軍と激しく対立した。7月16日のソ連の新聞『ソヴィエト・ニュース』は以下の様に報じている。
しかし、あまりにも尊大で強引な李は、件の捕虜釈放事件で孤立することになった。
李はやむなく休戦に同意し、1953年7月27日に、大韓民国の政府要人が署名しないまま、中朝連合軍代表の南日朝鮮人民軍大将と国連軍代表のウィリアム・ハリソン・ジュニアアメリカ軍中将が朝鮮戦争休戦協定に署名した。

### 朝鮮戦争休戦以後

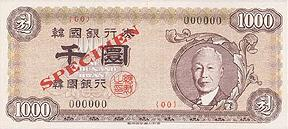
1957年に発行された1000ファン紙幣。李の肖像画が描かれている。

1954年10月14日には「韓国の生徒達へ日本帝国主義の侵略性とその韓国への悪意を教えるよう命令した。これは韓国経済を独占を望む日本の陰謀への対抗措置で教師・大学教授に命じて生徒を激動させようとするもの」と発表させた
1954年当時の憲法では、大統領の任期は二期までで、三選は出来ない事になっていた。しかし、生涯大統領を望む李承晩及び与党自由党は「初代大統領に限って三選禁止規定を撤廃する」という改憲案を提出した。11月27日の国会投票では、議員203人中、賛成135票、反対60票、棄権7票、無効票1票という結果になった。可決には議会の3分の2に至る135.33票以上、つまり136票が必要だった。よってわずか1票届かず、改憲案は否決されるはずだった。しかし、李派の国会議長は、「203票の3分の2は“135.3333…”であり、人を小数点以下まで分けることは出来ないから、四捨五入の論理によって、135票を得た改憲案は可決されたと見なすべきである」として改憲案の可決を宣言した（四捨五入改憲）。
1956年、80歳を過ぎた李が三選を狙った大統領選挙に際して、民国党を中心とする野党勢力は「やってられない、（政権を）変えてみよう」をスローガンに統一戦線を組み、「民主党」を結成した。一方、自由党は「替えても変わらにゃ、長老（李大統領）がマシ」というスローガンで対抗した。
民主党は大統領候補に申翼煕、副大統領候補に張勉、自由党は大統領候補に李承晩、副大統領候補に李起鵬という布陣だった。
選挙直前の5月5日、民主党の大統領候補・申翼煕が遊説に向う途中の列車の中で脳溢血で倒れ、急死するというトラブルがあり、民主党は副大統領候補だけの選挙を余儀なくされた。官憲の介入もあり、選挙の結果、李承晩は大統領三選を果たしたが、副大統領の李起鵬は民主党の張勉に敗北。大統領が与党、副大統領が野党という一種のねじれ現象が起きた（1956年大韓民国大統領選挙を参照）。
高齢の李承晩に万一の事態が起これば副大統領の民主党の張勉が繰り上げて大統領になる上に、次の大統領選で李が当選するかさえも怪しくなり自由党は危機感を抱いた。同年9月28日には退役軍人による張勉副大統領暗殺未遂事件を起こし、1959年4月30日には張勉系の野党紙『京郷新聞』を廃刊処分させ、同年7月には前年に進歩党事件で逮捕した曺奉岩・進歩党党首を処刑するなど、李は徹底的な政敵潰しを行った。
李は25歳年下のフランチェスカ夫人との間に実子がいなかったため、遠縁にあたる側近で副大統領候補でもあった李起鵬の長男・李康石（イ・ガンソク）を子に迎えた。康石は1957年にソウル大学校に入学をするが、その入学が特恵措置によるものであったことから騒動となった。しかし承晩の独裁下では批判が出来ようもなく、案の定「独裁者の息子」はたびたび問題を起こし、朝鮮日報社『韓国現代史119事件』ではこう記されている。
| 「 | 1957年8月、9月は李承晩政権の絶頂期。李康石は街の無法者となり、警察官を殴ったり、派出所の器物を壊して歩いても、誰も告発したり、処罰するものはいなかった。 | 」 |

この風潮に便乗する格好で、1957年8月末に姜聖柄という22歳の男が康石になりすまし、「父から密命で公務員の不正を調べている」と地方の道知事や警察署長などを騙し、厚い接待を受けたり金品を要求するという事件を起こした。事件発覚後、慶州知事の「貴いお方が一人でいらっしゃったのだから」という発言が取り沙汰され、かねてからの康石への無法への反感や政権への不満感から「貴いお方」という言い回しが流行語となった。
1959年12月4日には、朝鮮民主主義人民共和国（北朝鮮）の南日外相の呼び掛けに応じた日本政府による在日朝鮮人の北朝鮮への帰還事業を阻止するために、李承晩政権は密かに日本に民団所属の在日韓国人と協力して、「北韓帰還阻止工作員」を送り込んで新潟日赤センター爆破未遂事件を引き起こした。

### 四月革命による失脚

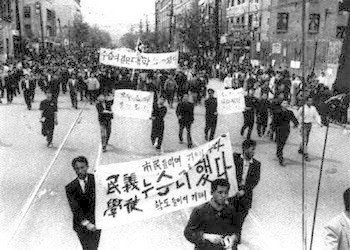
李承晩大統領の独裁政治に対して蜂起する大韓民国市民（1960年4月19日）。この四月革命 (韓国)によって李政権は打倒された。

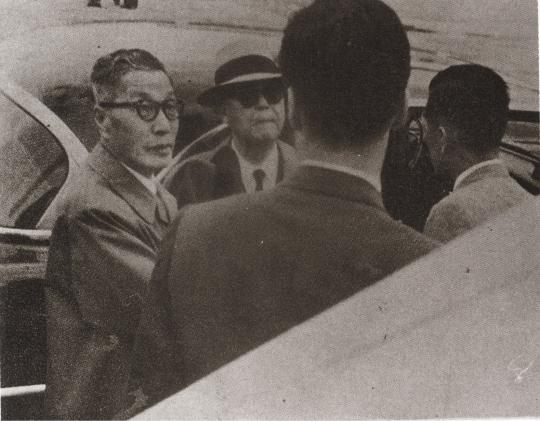
ハワイへと亡命する李承晩（左から二人目）
_{左側に過渡政権首班・許政}

1960年、李承晩が四選を狙った大統領選挙に際して、野党の大統領候補・趙炳玉がアメリカで病気療養が長引いている（同年2月に客死）ことを見計らって李は選挙期間を早めた。野党は「悲しみをおさめ、また戦場へ」をスローガンで国民に同情を訴えたが、与党は「ケチつけるな、建設だ」というスローガンで対抗した。
この選挙では与党の不正工作は前回の大統領選挙よりも徹底された。腹心の李起鵬の副大統領の当選を確実にするために公務員の選挙運動団体を組織し、警察にそれを監視させるなどの不正工作・不正投票などが横行した（1960年大韓民国大統領選挙を参照）。
1960年3月15日、大統領李承晩、副大統領李起鵬の当選が報じられると、特に不正が酷かった慶尚南道馬山では民主党馬山支部が「選挙放棄」を宣言。それは即座に不正選挙を糾弾するデモへと発展し、これに市民も参加。「デモは共産党主義者の扇動」を主張する当局がデモ隊に発砲し、8人死亡50人以上が怪我という惨事になった。
同年4月11日、このデモを見物に行きそのまま行方不明になっていた高校生・金朱烈が、馬山の海岸で頭に催涙弾を打ち込まれた状態で遺体で発見された。市民・学生などは、当局に彼の死因を究明する要求を掲げ、再度デモを行ったが、当局は再び「デモは共産党主義者の扇動」とこれを鎮圧し、デモの主導者を逮捕した（馬山事件）。
馬山事件に抗議するデモは瞬く間に韓国中に飛び火し、4月18日には高麗大学とソウル市立大学の学生が国会前で座り込み（帰宅途中に暴漢に襲われ、多数の負傷者が出た）、翌4月19日にはソウルで数万人規模のデモが行われた。各主要都市でも学生と警察隊が衝突し、186人の死者を出した（4・19学生革命）。
同年4月20日、ウォルター・パトリック・マカナギー駐韓アメリカ大使が景武台を訪れ、「民衆の正当な不満に応えないのなら、ドワイト・D・アイゼンハワー大統領の訪韓を中止し、対韓経済援助を再考する。一時しのぎは許されない」と、李承晩に対して事実上の最後通牒を突きつけ、頼みの綱だったアメリカにまで見放された形となる。4月23日には「行政責任者の地位を去り、元首の地位だけにとどまる」と完全に地位から退くことを否定する発言をし、民衆の怒りは最高潮に達する。
政府は各主要都市に非常戒厳令を布告した。デモは約1週間続き、同年4月25日には、ソウル大学を中心とした全国27大学の教授団が呼びかけた「李承晩退陣」を要求する抗議デモが発生、ソウル市民3万人が立ち上がり、韓国全土に一気に退陣要求の声が広がった。このとき、学生代表5名と会見した李は「若者が不正を見て立ち上がらなければ亡国だ。本当に不正選挙ならば君たちの行動は正しい。私は辞職しなければならぬ。」と語り、覚悟のほどを示した（金大中『私の自叙伝』）。翌4月26日には、パゴダ公園にある李の銅像が引き倒され、腹心である李起鵬副大統領の邸宅が襲撃される事態にまで発展。国会でも大統領の即時辞任を要求する決議が全会一致で採択された。このことを受けて午前中に、承晩はラジオで「国民が望むなら大統領職を辞任する」と宣言し、漸く下野した。建国以来12年間続いた独裁体制はようやく崩壊することになった。2日後の4月28日に、養子の李康石が一家心中を図って李起鵬一家（実父母と実弟）を射殺、自らも命を絶った。
李承晩は1960年5月29日早朝に妻とともに、金浦空港から民航空運公司（CAT）の専用機でアメリカ・ハワイに亡命した。韓国で李の見送りに訪れたのは、大統領代行となった許政外務部長官だけだった。
1965年7月19日、李はハワイの養老施設で90年の生涯に幕を閉じた。臨終に立ち会ったのは妻のフランチェスカ・ドナーと養子であった。フランチェスカは承晩の没後、故郷であるオーストリアを経て1970年5月16日に韓国へ戻り、1992年3月19日にソウルにおいて92歳で死去している。

## 経済政策
韓国併合時代に日本が建設した重化学工業施設の多くは鉱物資源が比較的豊富な半島北部に集中し、他方南部に於いてはその多くが農地と山林で占められ、日本が建設した社会インフラ（港湾や橋・交通網）が整備されたとはいえ工業施設は繊維産業などの軽工業が中心だった。このため建国直後の韓国は非常に困難なスタートを余儀なくされ経済力では北よりも劣悪だったにもかかわらず、反共政策が優先される中で経済振興策は等閑にされていた。そこに朝鮮戦争が追い討ちをかける格好となり、工場建物の44％、機械施設の42％、発電設備の80％が被害を受けるなど農地の荒廃や工場施設や社会インフラの破壊を招いた。
朝鮮戦争の休戦を同意（署名は最後まで拒否）するにあたり李承晩はアメリカからの経済支援を要求し、朝鮮戦争休戦後の1953年10月1日に米韓相互防衛条約が署名されたことを契機としてアメリカからの多大な経済支援が始まった。自給できる資源が全く存在しない中ではアメリカの経済支援を原資とする「三白産業」（製粉・製糖・紡績）が主要産業となり、「実需要者制」に従い援助物資が割り当てられる建前だった。しかし実需要者の中でも政治力のある業者団体が独占的に配分を仕切り、しかもその中でも圧倒的な財力を誇る財閥系の企業が独占的に買い取ることが常となった。加えて実勢レートに比して公定為替レートでドルが過小評価（つまりウォンの過大評価）されたばかりか低金利政策によって、政権と癒着した財閥が多大な利益を得ることとなる。
こうした手厚い保護を受けた財閥系の企業による「三白産業」は圧倒的な速度で工業化し1957年には経済成長率は8.7%に達したものの、政権末期になると過剰設備投資が顕在化し加えて援助の削減から深刻な不況が起きた。また商工業が盛んになったのとは裏腹に、農業政策はほぼ無策に等しかった。インフレ抑制の一環として（なおかつ「三白産業」の発展を利することもあって）米価は低価格に抑えられたものの、結果として農業従事者の収入の低下・不安定化を招き、春窮農民が増大化することになった。李承晩政権の末期には、春窮農民が農業従事者の半数に達した。こうした経済政策の無策もあって、1961年の朴正煕政権成立まで一人当たりのGNPも80ドル前後に止まる事となる。ただし、韓国経済が解放・分断・戦争の過程を経て、1953年から1955年における一人当たりの実質所得がほぼ1910年代の水準にまで後退し、これが1940年代のレベルにまで回復するのは1965年を待たねばならなかったという状況を留意する必要がある。李承晩政権期から朴正煕政権期の1970年前後まで、南側の大韓民国よりも北側の朝鮮民主主義人民共和国の方が経済的な体力では勝っていたのである。ただし、そのような状況は、あくまで北朝鮮が日本から受け取った物質的な遺産が豊富だったからだともいわれる。例えば1930年代後半から推進された軍需工業化の結果、解放後の1946年当時、北朝鮮ではおよそ800か所以上の大規模工場が稼働中であり、製鉄、精錬、電気、化学など、当時世界の先端レベルの工場群が存在した。1939年以降に日本からもたらされた電気・化学工業の大規模工場は、従業員数が3000、あるいは6000を超える場合もあり、現在確認されたものだけでも200か所を超える。北朝鮮に敷かれた鉄道網は一人当たりの鉄道の長さでは日本内地より高い水準にあった。一人当たりの発電量も、北朝鮮では日本を凌駕するレベルであった。反面、南朝鮮が日本から引き継いだ物質的な遺産は貧弱だった。南朝鮮で最も大きな産業は米穀の輸出であった。工業施設は醸造所・精米所のような食品加工業か、印刷業・陶磁器業のようなものがほとんどであった。
このような経済状況を反映してか当時の韓国では砂糖が大変な高級品とされており、外国人記者団との会談の最中にコーヒーと角砂糖が差し出され、外国人記者達が自国で行っている通りに複数の角砂糖をコーヒーの中に入れている光景を目の当たりにして、「貴方たちの国ではコーヒーの中に砂糖を入れるようだが、私たちの国では砂糖の中にコーヒーを入れる」と自虐的とも取れる冗談を発言したことがある。
日本からの多額の無償援助や借款による急速な経済発展を達成した朴正煕と比べて経済の停滞を解消できなかったとして韓国内での評価はきわめて低く、「漢江の奇跡」に象徴される躍進の1960年代とは対照的に、停滞の1950年代と捉えられることが多い。

## 対日政策
朝鮮の独立運動に併合前後から関わっていた経歴から、李承晩は日本を激しく嫌った。アメリカ滞在中には併合以前の李朝を「東洋の理想国家」であったと積極的に言論活動を展開し、これがハースト系新聞によって宣伝された『日本＝野蛮国論』の一部となり、アメリカが東アジアに政治介入する政策の根拠となった。
李承晩は、朝鮮が日本統治下にあった時期のほとんどを海外で過ごしていたため、日本や日本人というものをステレオタイプとして抽象的にしか理解できず、反日政策をいたずらに煽ることにつながったとも指摘されている。加えて権威主義政権として基盤の脆弱であったことや、保導連盟事件、済州島四・三事件、国民防衛軍事件の様な失政から国民の目をそらすべく、今日でも李承晩の民族主義的政策による影響は根強く残っており、日本と韓国間に横たわる問題の多くが、李承晩時代に端を発している。

### 李承晩ラインと日本船拿捕
代表的な対日政策の1つに1952年の一方的な海洋主権宣言、いわゆる「李承晩ラインの設定」がある。
戦後の1945年9月27日、GHQ（連合国軍最高司令官総司令部）は、戦後の不安定なアジア諸国の状況と暫定統治の都合上から、日本の漁船に係る操業区域を制限した通称「マッカーサーライン」を示した。GHQが日本に求め促したマッカーサーラインは、1949年と1950年に見直しが進み、1951年9月のサンフランシスコ講和条約による日本国の主権回復を経て、翌年の1952年9月に廃止となる。
日本側の暫定的な漁船操業範囲が国際的な基準に戻される講和条約の発効前の1952年1月、李承晩は大統領令「大韓民国隣接海洋の主権に対する大統領の宣言」を公表し、自国の海洋境界線「李承晩ライン」を主張した。同時期は、朝鮮戦争が概ね事実上の休戦となり、鎮海に士官学校が創立されたときでもある。国連海洋法条約や排他的経済水域が成立する以前に、マッカーサーラインに代わるものとして設定しようとしたもので、豊富な水産資源の漁場の確保を目的として、国際協調を無視して李承晩が行った措置であった。
李ラインを越えて操業している日本漁船は従来は公海とされている領域であっても拿捕され、長期間に渡って抑留されたり韓国官憲による暴行や銃撃によって判っているだけでも44人の死傷者を出している。この政策から日韓基本条約が結ばれる13年の間で、韓国側が拿捕した日本の漁船は328隻、漁師3929人が韓国側に拘束されるという事態となる。

李承晩失脚時の1960年4月27日にはダグラス・マッカーサー2世駐日アメリカ合衆国大使が国務省に向けて機密電文3470号を送信した。その中で彼は、李承晩政権が力ずくで日本の漁民を拘束していることを非難し、人質となった漁民たちを「李承晩による残酷で野蛮な行為を受け苦しんだ」と表現し、李承晩在任中の8年間日本人は李承晩の擁護できない占領主義的手法で苦しんできた、と報告している。
サンフランシスコ条約の交渉文書であるラスク書簡において竹島を日本領と定めたことなど、今迄の経緯を無視する格好となった。李ラインの設定で韓国の実効支配下に置かれることとなった竹島の処遇は、現在に至るまで日韓の懸案問題になっている。

対日関係は領土問題や李ライン絡み以外でもしばしば対立が起き、こと日本の北送事業（北朝鮮帰国運動）に関しては二度にわたる通商関係の中断や予定されていた日韓会談など激しく反発した。そればかりか工作部隊を密航させ、北送事業を主導していた日本赤十字社施設の破壊や日本側担当者の暗殺、帰国船が入港する新潟港に通じる鉄道網の破壊を謀った。

### 対日政策とその影響
李承晩の日本への反感は留まることを知らず、1954年のFIFAワールドカップ・予選アジア予選では「植民地支配した日本人を領土に入れるわけにはいかない」として敵地日本で2試合戦うことを条件にサッカー大韓民国代表の参加を許し、当時の代表監督に「もし（日本に）負けたら、玄界灘に身を投げろ」と言ったというエピソードがある。出場を決めた際には歓迎式と祝賀パレードが行われた。教育面でも反日教育を徹底。韓国成立後のわずか2年で投獄された者の総数が日本統治時代の約35年間の投獄者数を超えるくらいだった。
その一方で日帝時代に官僚として務めていたエリートや少なからず国策に協力していた財閥や企業は、その多くが独立後も李政権下で重用されたり政権の支持基盤となるなど、独立直後に謳われていた親日派処分は不十分に終わっていた。親日派の糾明は現代の韓国で主要な政治議題となっている（日帝強占下反民族行為真相糾明に関する特別法を参照）。
後の朴正煕政権は日本との妥協点を模索し、1965年に佐藤栄作首相との間で「日韓基本条約」を批准した。朴正煕政権は日本からの多額の無償経済援助や借款を得るとともに、対日貿易が経済発展の唯一の方法として積極的に推進した。このような朴正煕政権の政策と対比して、李承晩政権の対日政策と1950年代の経済低迷との因果関係が指摘されている。
日本大衆文化の流入を制限したことも、結果としてその剽窃や海賊版など知的財産権侵害が横行する事態に陥った。後に大韓民国でも著作権の概念が浸透し、金大中政権以降、段階的に日本の大衆文化の開放が行われるようになったこともあって、今日では次第に改善されてきている。

## 評価
李承晩の政策は彼個人の反共産主義を軸にした「反共に執心して全く見えていない」物で、まず南半部による単独政権を樹立してから軍事力による北半部の併呑を構想した（北進統一論）。1948年8月5日の大韓民国建国の翌9月9日に建国された朝鮮民主主義人民共和国を国家として認めず、「朝鮮半島北部の反国家団体による不法占拠」であるとした上で、大韓民国は朝鮮半島における唯一の合法的な国家であるとし、国際連合もこれに従った。
朝鮮戦争の前後から反共政策・プロパガンダは激しさを増し、激しい戦禍を経験した韓国社会には共産主義者を敵視する強い反共意識が芽生えほぼ国民的合意となった。だが、北朝鮮の侵攻を受けた韓国が混乱し半島南端の釜山にまで追いつめられるほどの醜態をさらしたのは、李承晩個人の資質によるところが大きい。劣勢に陥ると独立運動の仲間だった申翼煕、張沢相、曺奉岩など韓国国会議長団と共に誰よりも早く逃げ出し、首都ソウルが北朝鮮に侵攻されつつある中で偽りの録音放送をしてソウルから逃げ、渡江派と批判されている。自分は在韓米軍基地に避難しながらも避難民で大混乱状態の漢江の橋をかまわず爆破、犠牲者を出すばかりか多くの非戦闘員が取り残されてしまった。逃亡したことへの対国民謝罪文を発表することを薦められると「俺は唐の德宗か?」と謝罪を拒否した。逆に放送や命令を信じてソウルに残った韓国の残留派に謝罪も慰労せずに「情実と寛容と脱落が絶対にありえない」という恐怖の「反逆者処罰」を行った。韓国側が優勢になったと見るや誰よりも目立とうとして先頭に立ち、仁川上陸作戦で北朝鮮軍の掃討が成功しつつある際に連合軍としての規律を無視して大韓民国国軍部隊を勝手にソウルに先行させた。韓国から38度線を越えた北朝鮮への逆進攻が敢行されたのも、国連軍のマッカーサー司令官の意図もあったものの、最初にそれを決断したのは李承晩の独断専行であった。
李承晩は生涯大統領を望み、次第に非民主的・権威主義的な性格を現し始めた。大統領であり続けるために憲法改正の強行や選挙への不正介入を繰り返し、国会での政敵や選挙の民主化・不正の真実を求める民衆を「容共的」「北のスパイ」「平和統一論を唱えた」「パルゲンイ（共産主義者の蔑称）」等と斬り捨て激しく弾圧した。しかし、最終的に彼を大統領の座・建国の父の座から追い落とすことになったのは、4・19学生革命での民衆の力であった。
李承晩政権下の混乱を観察したグレゴリー・ヘンダーソンは、日本による大日本帝国統治の歴史は朝鮮の政治意識・構造を変えることがなかったと考え、李承晩政権は朝鮮の伝統的政治体質を引き継ぐものと指摘した。
李承晩は朝鮮国（李氏朝鮮）最後の王位継承者李垠とその夫人李方子の帰国を許さなかった。王政復古を疑っていたという側面もあるが、李承晩には朝鮮半島の2度の支配（日本による併合、米軍による軍政）から大韓民国という独立国家を立ち上げたプライドがあった。李氏朝鮮時代の残滓、特に従属国主義などは真っ先に忌諱すべきもので、それを支えていた王室の人間や親日派などは自分が築き上げた独立国家に存在させるべきではないと考えていたが、政治・経済に関する実務能力のある人間が自派に皆無であったことから結果的に日本施政下で官僚として働いたり実業家として致富を為した人間に依存せざるを得ず、さらには世界最低の最貧国の一つに数えられるほど貧しい財政基盤ではアメリカの後ろ盾や援助なしには国家の運営もままならない状態であったため、アメリカに見放された後は大韓民国を運営できなくなり、最終的に亡命するに至った。また、李承晩には大清皇帝功徳碑を恥さらしだとして埋めたという逸話が残っている。
しかし李承晩とその他の政治家との対立を、かつての李氏朝鮮時代における王（君主）と両班（官僚-貴族層）との権力争いになぞらえる論者、『朝鮮王朝最後の君主』とする論者も多数存在する。事実、李承晩の政権は文治国家であった李氏朝鮮の系譜の延長線上にあり、その系譜が絶たれたのは次の独裁者朴正煕の軍事政権でのことである。
現代の韓国において李承晩は「建国の父である」という評価と、「民衆を恐怖に追い遣った独裁者である」というものに分かれている。
在韓米軍司令官ジョン・リード・ホッジは李承晩のことを「よこしまで情緒不安定、冷酷で腐敗し、度し難いお天気屋」だと考えていた。
2023年6月28日、「李承晩大統領記念館建立推進委員会」が発足。官民合同で記念館建設を推進することになった。

## 日本語著書
- 李承晩 著、中村慶守 訳『私の日本観』産業貿易新聞社、1956年11月15日。NDLJP:2981300。
- 李承晩 著、金永林 訳『「独立精神」』原書房、2024年2月26日。ISBN 978-4-562-07398-6。